# Millennium Bridge (Londres)
 (novembre 2008).
Si vous disposez d'ouvrages ou d'articles de référence ou si vous connaissez des sites web de qualité traitant du thème abordé ici, merci de compléter l'article en donnant les références utiles à sa vérifiabilité et en les liant à la section « Notes et références ».
Pour les articles homonymes, voir Pont du Millenium (homonymie).
Le pont du Millenium (en anglais : Millennium Bridge) est un pont suspendu situé à Londres au Royaume-Uni. Il s'agit d'une passerelle en acier réservée aux piétons  enjambant la Tamise pour relier le quartier de Southwark sur la rive gauche à la City de l'autre côté. Le pont se trouve entre le Southwark Bridge en aval et le Blackfriars Bridge en amont. Inauguré le 10 juin 2000, il était le premier pont construit à Londres depuis le Southwark Bridge inauguré en 1921.
Le Millenium Bridge permet de se rendre au théâtre du Globe, à la Bankside Gallery et à la Tate Modern sur la rive gauche, ainsi qu'à la City of London School et la cathédrale Saint-Paul sur la rive droite.
L'alignement du pont est tel que la façade sud de la cathédrale Saint-Paul, encadrée par les portants du pont, est visible de l'autre côté du fleuve, offrant ainsi une des plus belles vues de la cathédrale. Il est créé par Norman Foster.

## Conception
La conception du pont a fait l'objet d'un concours organisé en 1996 par le Conseil Municipal de Southwark. Le gagnant du concours fut un projet novateur intitulé Lame de Lumière réalisé par Arup, Foster et associés et Sir Anthony Caro,,.
En raison des limitations en hauteur et aussi pour améliorer la vue, les câbles de suspension ont été tendus au-dessous du niveau de la plate-forme, donnant ainsi un profil très peu profond. Le pont repose sur deux piliers enfoncés dans le fleuve ; il est constitué de trois sections principales de 81 m, 144 m et 108 m (du nord au sud), avec une structure d'une longueur totale de 325 mètres. La plate-forme en aluminium a une largeur de 4 mètres. Huit câbles de suspension exercent une poussée de 2 000 tonnes sur les piliers implantés sur chaque rive, suffisants pour soutenir une charge équivalente à 5 000 personnes.

## Histoire
Les travaux ont commencé fin 1998 et la construction proprement dite, par Monberg Thorsen et Sir Robert McAlpine, le 28 avril 1999. Le pont a été inauguré le 10 juin 2000, avec deux mois de retard et un supplément de 2,2 millions de livres sur un budget initial de 15 millions de livres.
Cependant il dû être fermé au public trois jours plus tard, en raison d'un phénomène de résonance, le pont oscillant latéralement de façon imprévue,. Ce jour-là, une marche caritative devant traverser le pont attira beaucoup de monde. Les mouvements de balancement furent provoqués par le grand nombre de piétons (90 000 personnes le premier jour avec jusqu'à 2 000 personnes en même temps sur le pont). Les premières vibrations encourageaient et parfois obligeaient les piétons à marcher au rythme du balancement, ce qui accentua les oscillations, même en début de journée lorsque le pont était relativement peu chargé.
Ce mouvement de balancement lui a valu le surnom de Wobbly Bridge (pont bancal).
Les mesures prises pour limiter le nombre de personnes traversant le pont ont entraîné de longues files d'attente, mais n'ont atténué ni l'enthousiasme du public pour ce manège qui décoiffe, ni les vibrations elles-mêmes. La fermeture du pont après seulement trois jours d'ouverture a été sévèrement critiquée par le public, qui associait ce retard à celui dont avait souffert le Dôme du Millenium.
Les phénomènes de résonance des ponts suspendus avaient été bien étudiés depuis la catastrophe du pont du détroit de Tacoma (Washington, États-Unis). Néanmoins peu d'attention avait été prêtée au mouvement latéral produit par des piétons, provoqué par la réaction humaine à des petits mouvements latéraux dans le pont, entraînant un mouvement de pulsion qui n'avait pas été anticipé dans l'analyse statistique avant la construction. On a pensé que le profil exceptionnellement bas des câbles de suspension a contribué au problème, mais une étude menée par des ingénieurs prouve que l'oscillation peut se produire sur n'importe quel pont suspendu ou autre, soumis à un grand mouvement de foule.
Le problème a été résolu par l'installation d'amortisseurs hydrauliques et de masse pour contrôler les oscillations horizontales et latérales. Les travaux ont été menés de mai 2001 à janvier 2002. Après une période d'essai, le pont a été rouvert au public le février 2002 ; depuis, aucune vibration importante n'a été signalée.
Le 18 janvier 2007 le pont fut une nouvelle fois fermé, cette fois en raison des vents violents provoqués par la tempête Kyrill et qui menaçaient d'emporter les piétons,.

## Millennium Bridge au cinéma
Dans le film Harry Potter et le Prince de Sang-Mêlé de David Yates sorti le 15 juillet 2009, le Millennium Bridge est attaqué et détruit par des Mangemorts. Cependant, c'est une erreur de la part des producteurs car l'attaque est censée avoir lieu en 1996, alors que le pont n'a été ouvert qu'en 2000.
Dans le film Rouge rubis de Felix Fuchssteiner sorti le 5 mars 2013 (Munich), Gwendolyn téléphone à son amie Leslie depuis le Millennium Bridge pour lui confier qu'elle a fait un voyage dans le temps.
Le pont est aussi apparu en 2014 dans Les Gardiens de la Galaxie,.
Il figure également dans le film À l'heure des souvenirs, un long-métrage de 2017.

## Galerie

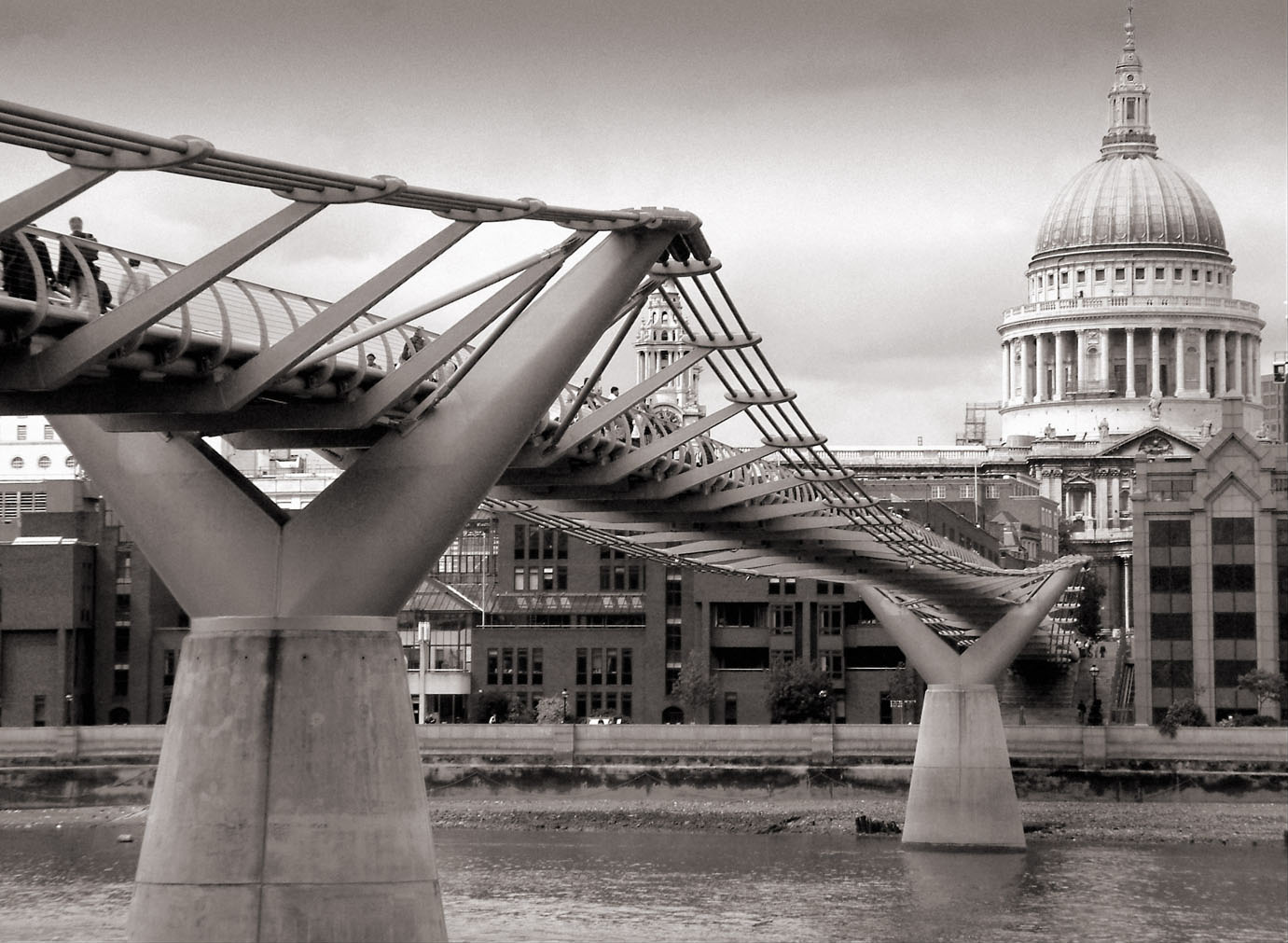
Le pont piéton avec la cathédrale Saint-Paul en arrière-plan.
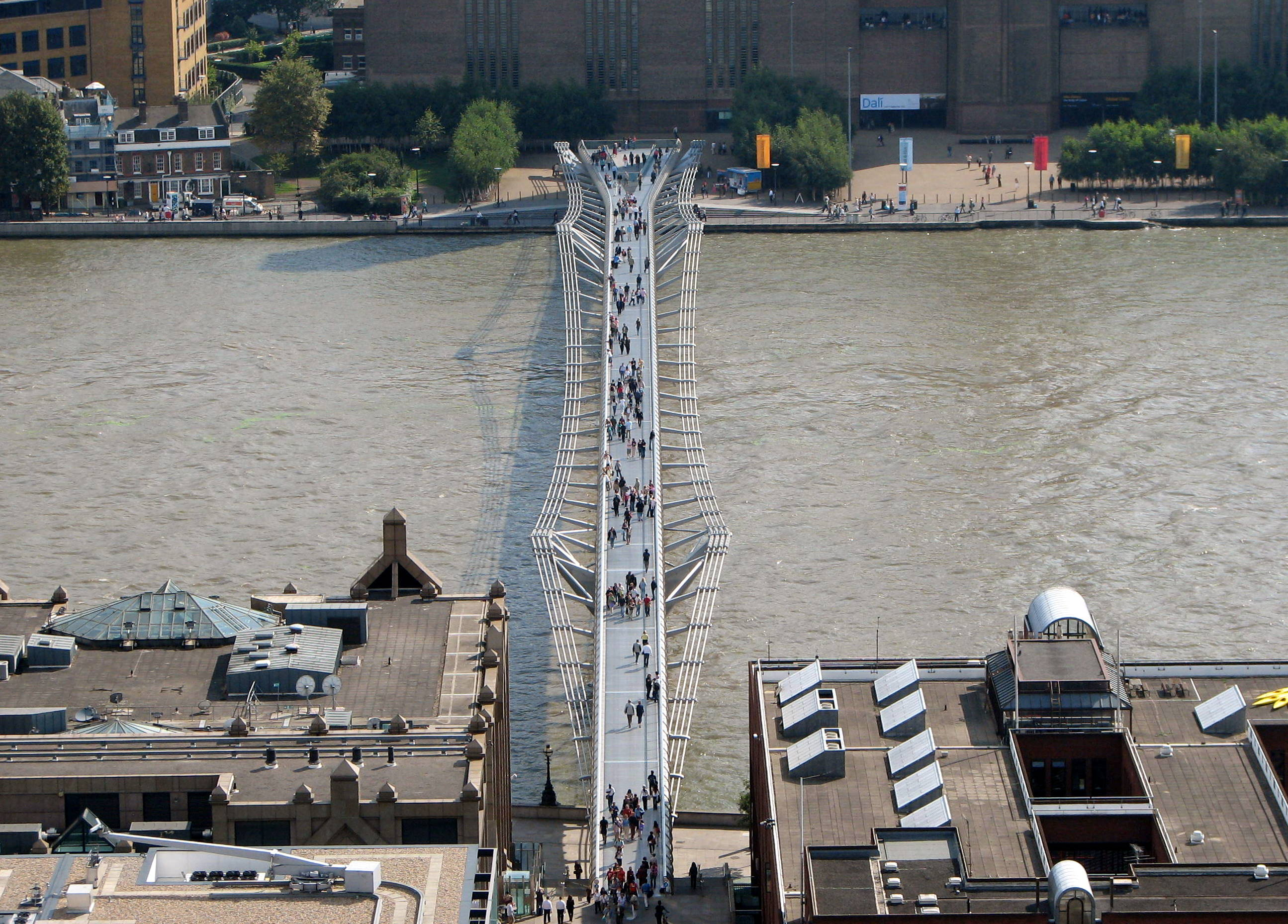
Le pont vu de la Cathédrale St-Paul
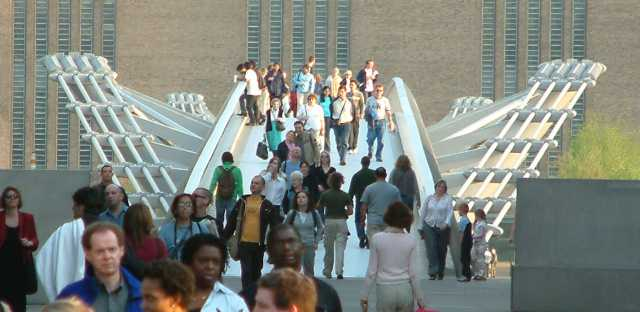
Le pont vu du nord, montrant l'étroit profil de suspension
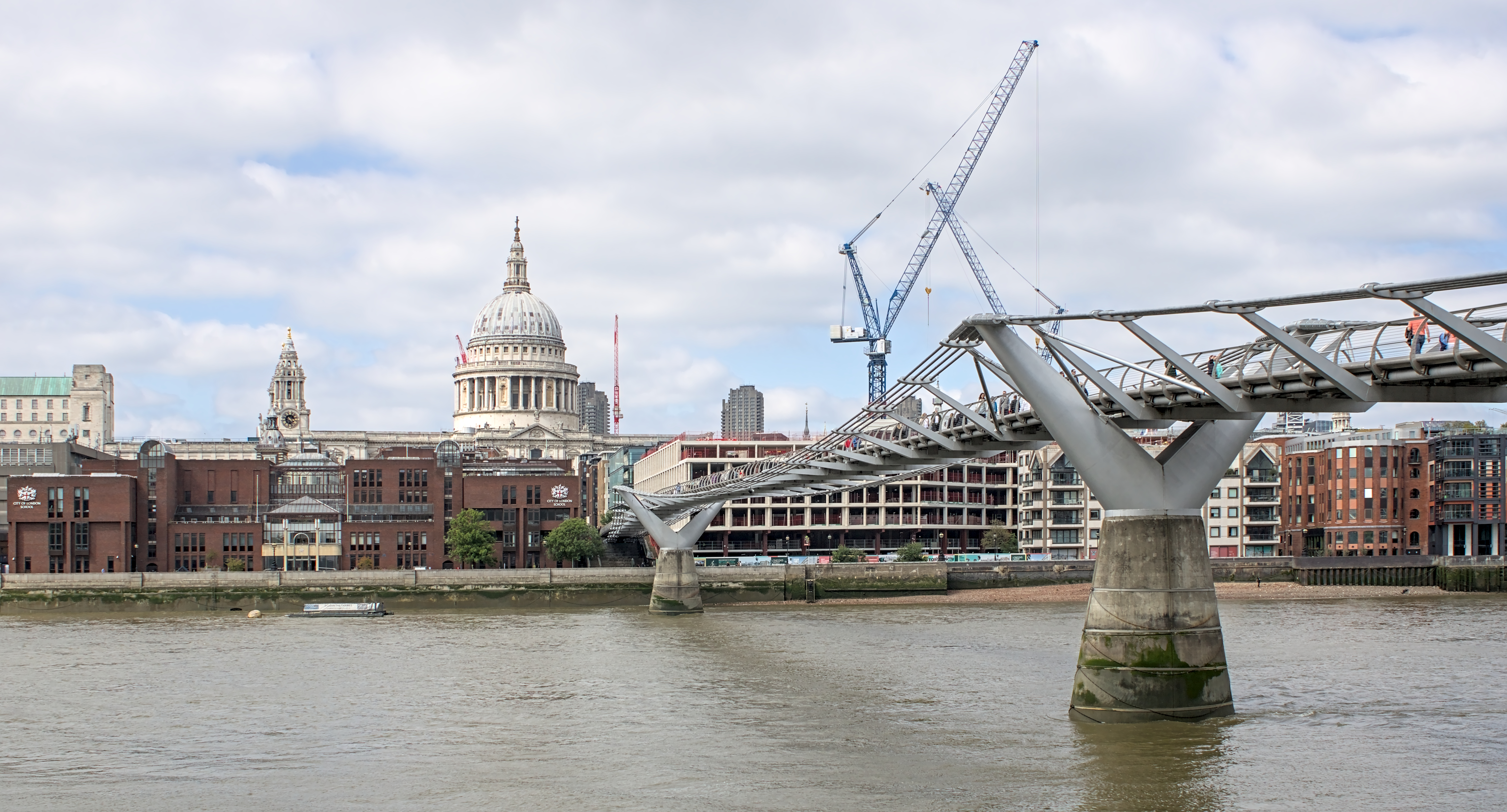
Le pont vu de la rive sud de la Tamise
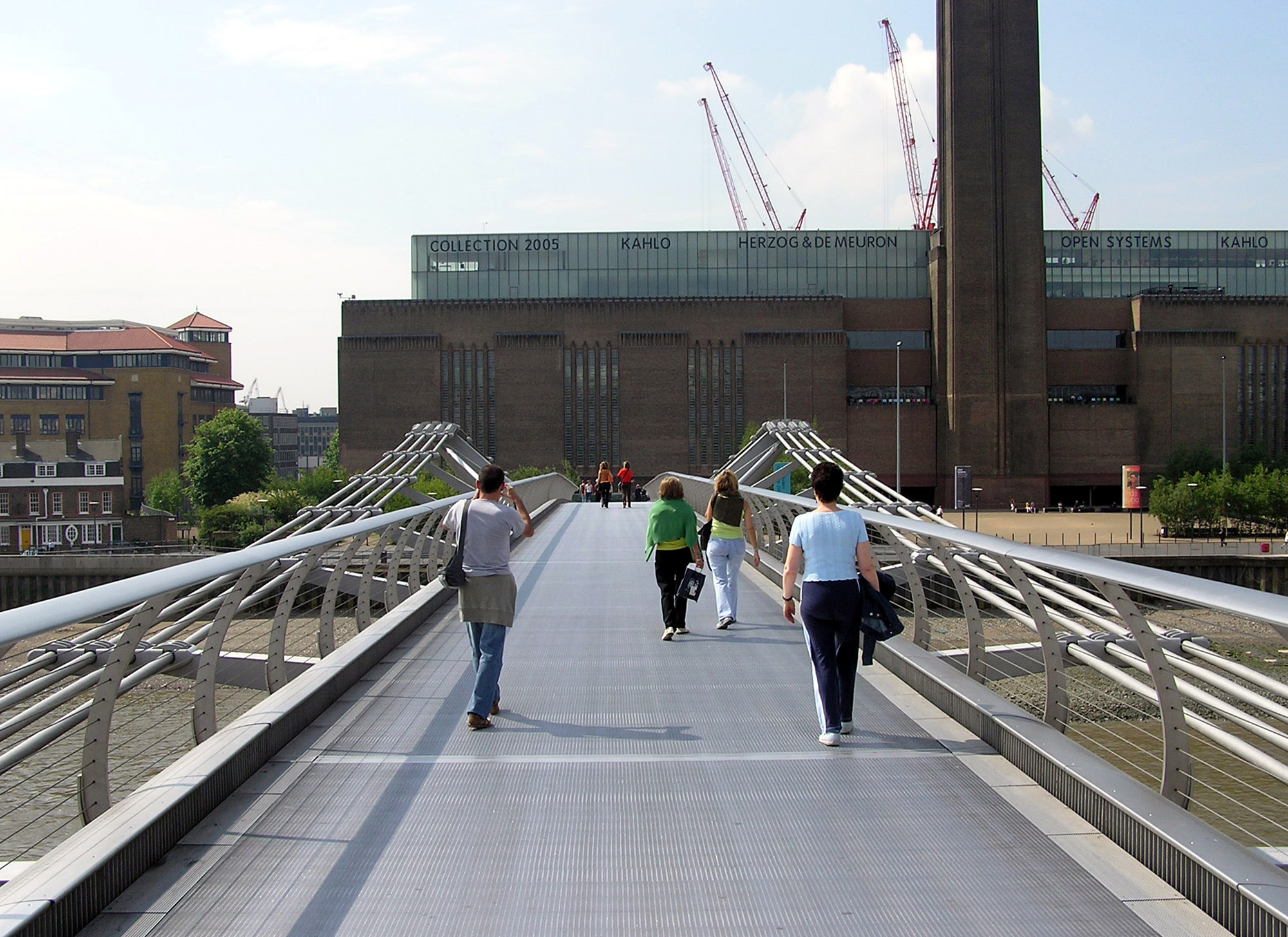
Traversée du pont avec vue sur la Tate Modern gallery